# صموئيل فون فيشر
صموئيل فون فيشر (بالألمانية: Samuel Fischer)‏ هو ناشر ألماني، ولد في 24 ديسمبر 1859 في ليبتوفسكي ميكولاش في سلوفاكيا، وتوفي في 15 أكتوبر 1934 في برلين في ألمانيا.